# Jack Milne
Jack Milne (* 10. Februar 2003 in Aberdeen) ist ein schottischer Fußballspieler, der beim FC Aberdeen in der Scottish Premiership unter Vertrag steht.

## Karriere
Jack Milne besuchte ab dem Alter von 11 Jahren die SFA Performance School der Hazlehead Academy und spielte in der Jugendakademie des FC Aberdeen. In der Sommerpause 2020 erhielt der gebürtige Aberdeener einen Profivertrag, als er Teil der U18-Mannschaft war. In der ersten Hälfte der Saison 2021/22 wurde Milne an Brechin City aus der Highland Football League verliehen. Für den Verein traf er in 18 Ligaspielen zweimal in das gegnerische Tor. Daneben wurde er noch dreimal in Spielen des Scottish League Challenge Cup in der zweiten Mannschaft des FC Aberdeen eingesetzt.
Er kehrte während der Winterpause im Januar 2022 nach Pittodrie zurück und wurde von seiner ursprünglichen zentralen und defensiven Mittelfeldspielerposition auf die Rolle als Innenverteidiger umgeschult. Der Youngster stand in der Rückrunde der Saison 2021/22 regelmäßig im Kader der Spieltage und war Teil des Teams, das ein Trainingslager in Spanien absolvierte. Er unterzeichnete kurz darauf einen neuen Dreijahresvertrag, der ihn bis zu seinem Verbleib in Aberdeen bis zum Sommer 2025 vorsieht. Unter Jim Goodwin feierte er sein Debüt in der ersten Mannschaft der „Dons“ in der Gruppenphase des Ligapokals gegen den FC Peterhead im Juli 2022, als er in der zweiten Halbzeit für Ross McCrorie eingewechselt wurde. Er spielte auch bei den weiteren Pokalsiegen über Dumbarton und Stirling Albion mit.
Am 1. Oktober 2022 gab er sein Ligadebüt in der Scottish Premiership für Aberdeen, als er in der zweiten Halbzeit bei einem 4:1-Sieg gegen den FC Kilmarnock eingewechselt wurde.
Im Januar 2023 wurde Milne an die Kelty Hearts verliehen.